# Grupo Desportivo Sourense
O Grupo Desportivo Sourense é um clube português, localizado na vila de Soure, distrito de Coimbra

## Treinadores Do Clube
- ??-2005: Não Registado
- 2005-2007: José Viterbo  Portugal
- 2007-2008: Caju  Brasil
- 2008-2009: Ricardo Namora  Portugal
- 2009-2015: Nuno Raquete  Portugal
- 2015-2019: Rafael Silva  Portugal
- 2020-??: Ricardo Rodrigues  Portugal

## Futebol

### Histórico (inclui2012/13)
| Divisão          | Nº de Presenças | Títulos |
| ---------------- | --------------- | ------- |
| Liga Sagres      | 0               | 0       |
| Liga Vitalis     | 0               | 0       |
| II Divisão       | 1               | 0       |
| III Divisão      | 13              | 1       |
| Taça de Portugal | 23              | 0       |
| Taça da Liga     | 0               | 0       |

### Classificações
|           | I   | II  | II B | III | AF  | Pontos | Jornadas | V   | E   | D   | G.M. | G.S. | Diff. |
| 2012-2013 |     |     |      | 1º  |     | 38     | 32       | 16  | 11  | 5   | 45   | 26   | +9    |
| 2011-2012 |     |     |      | 3º  |     | 34     | 30       | 14  | 10  | 6   | 45   | 32   | +23   |
| 2010-2011 |     |     |      | 5º  |     | 31     | 32       | 13  | 8   | 11  | 45   | 46   | -1    |
| 2009-2010 |     |     |      | 5º  |     | 31     | 32       | 13  | 12  | 7   | 36   | 31   | +5    |
| 2008-2009 |     |     |      | 9º  |     | 28     | 32       | 11  | 10  | 11  | 36   | 43   | -7    |
| 2007-2008 |     |     |      | 6   |     | 41 pts | 36       | 11  | 14  | 11  | 43   | 45   | -2    |
| 2006-2007 |     |     |      | 6   |     | 44 pts | 30       | 11  | 11  | 8   | 37   | 37   | 0     |
| 2005-2006 |     |     |      | 4   |     | 53 pts | 32       | 14  | 11  | 7   | 53   | 40   | +13   |
| 2004-2005 |     |     |      | 5   |     | 55 pts | 34       | 15  | 10  | 9   | 52   | 36   | +16   |
| 2003-2004 |     |     |      | 6   |     | 60 pts | 34       | 18  | 6   | 10  | 63   | 40   | +23   |
| 2002-2003 |     |     |      | 6   |     | 52 pts | 32       | 14  | 10  | 8   | 50   | 34   | +16   |
| 2001-2002 |     |     | 17   |     |     | 38 pts | 38       | 10  | 8   | 20  | 43   | 74   | -31   |
| ...       | ... | ... | ...  | ... | ... | ...    | ...      | ... | ... | ... | ...  | ...  | ...   |
| 1996-1997 |     |     | 16   |     |     | 33 pts | 34       | 8   | 9   | 17  | 41   | 62   | -21   |

## História
O clube foi fundado em 9 de dezembro de 1947. É considerada uma grande referência futebolística no distrito de Coimbra, dado as suas vastas presenças nos campeonatos nacionais. 
Atualmente (2019) o seu presidente é o Dr. João Ramos Pereira. Neste momento o clube passa por uma reformulação, estando na época 19/20 com a equipa sénior ausente dos campeonatos, mas prometendo voltar na seguinte época com melhoramentos, tanto no estabelecimento como nos seus projetos para o futuro. Sendo, portanto crucial esta paragem para retificar todos os preparativos necessários para um bom desempenho do clube.
A equipa efectua os seus jogos no Campo António Coelho Rodrigues. 

## Símbolos & Cores
Na fundação do Grupo Desportivo Sourense ficou definido que o clube teria como símbolos fundamentais as cores amarelo e preto; uma águia, um sol e uma lua que representam a Vila de Soure; uma bola que representa o desporto; as letras G.D.S. que são as inicias do seu nome.

## Organização De Adeptos (Claques)
- Fúria Negra - desde 2006
- Torcida Jovem Sourense (Bagassoure) - desde 2017

## Ligações Externas
- Página do Clube
- Página da Claque